# Лапчатка
Лапча́тка (лат. Potentilla) — род травянистых и полукустарниковых растений, один из крупнейших по числу видов в семействе Розовые (Rosaceae).
В зависимости от таксономической концепции в состав рода включается от 300 до 500 видов, что делает его одним из самых многочисленных в своем семействе. Представители рода распространены большей частью в умеренных и субтропических областях северного полушария, присутствуют во всех районах российского Дальнего Востока, от Северного Ледовитого океана до Корейского полуострова, как на материке, так и на островных территориях.
В начале XXI века на основании современных молекулярных исследований и морфологических различий из состава рода Лапчатка был восстановлен самостоятельный род Аргентина с более чем 70 видами, включая широко распространенную на территории России лапчатку гусиную.

## Название
Научное латинское название рода произошло от лат. potens — «могущественный», «сильный», благодаря целебным свойствам, приписываемым некоторым представителям этого рода.
Ранее в рамках рода лапчатка (лат. Potentilla), а также рода пятилистник (лат.  Pentaphylloides), рассматривалась лапчатка кустарниковая и, соответственно, её гибрид с пятилисточником даурским (лат. Pentaphylloides davurica) — лапчатка Фридрихсена, — ныне относимые к отдельному роду курильский чай.

## Ботаническое описание
Многолетники, реже однолетники, двухлетники или полукустарники.
Стебли чаще прямостоящие, приподнимающиеся или расширенные, реже ползучие и укореняющиеся в узлах.
Листья тройчатые или многораздельные, пальчато-раздельные или перистые.
Цветки у некоторых видов одиночные, у большинства же видов собраны в щитковидно-метельчатые или ложнозонтиковидные соцветия, обоеполые или изредка почти двудомные. Цветок состоит из пяти-, реже четырёхлистной чашечки и подчашия, пяти (реже четырёх) тупых или выемчатых на верхушке, опадающих, у большинства видов жёлтых, у немногих белых, розовых или красных лепестков. Тычинок 10—30, обычно их 20; нити их нитевидные или шиловидные. Пестики небольшие, чаще почти верхушечные, реже боковые или почти базальные, прикреплёны к выпуклому, полушаровидному или коническому, неопадающему, иногда разрастающемуся при плоде, но сухому, губчатому и неокрашенному цветоложу, опадающие; завязи одногнёздные и односемянные.
Плод — многочисленный, состоящий из 10—80 семянок, обычно голые, реже волосистые, опадающие поодиночке; при плодах цветоложе сухое, чем лапчатка отличается от весьма близкого рода — земляники.

## Хозяйственное значение и использование
Многие виды содержат дубильные вещества. В народной медицине многие виды употребляются от разнообразных болезней. Отечественными фармакологами были разработаны официальные препараты на основе экстрактов лапчатки белой, однако они не нашли широкого применения. Корневища калгана Potentilla erecta употребляются в медицине (лат. Rhizoma s. Radix Tomentillae), a также для настоек в северной России. Лапчатка гусиная находит применение в народной медицине и в гомеопатии, чаще как противосудорожное средство.
Некоторые виды разводятся в садах, как декоративные растения:
- Potentilla atrosanguinea Lodd. et al. — растение с тёмно-красными цветками;
- Potentilla nepalensis Hook. — с большими пурпуровыми цветками;

и другие виды, не требующие тщательного ухода.

## Классификация
Род впервые был описан Линнеем в 1753 году в «Species Plantarum», куда первоначально было включено 22 вида, разделённых по характеру строения листовой пластинки на три группы: листья
перистые («Foliis pinnatis»), тройчатые («Foliis ternatis») и пятисоставные («Foliis quinatis»).
В этой же работе он выделил род Tormentilla L. с двумя видами — торментилла прямостоячая (Tormentill erecta L.) и торментилла ползучая (Tormentill reptans L.)
В 1760—1790 годах изучением этого рода занимались Ламарк, Кранц, Скополи, Некер. В этот период многие исследователи стали склонны к разделению рода Potentilla на несколько небольших родов: так, были признаны самостоятельными роды сабельник (Comarum L.), торментилла (Tormentilla L.), но часть видов лапчатки была отнесена к роду земляника (Fragaria L.). В 1755 году Дюамель выделяет род пятилисточник (Pentaphylloides Duhamel), в 1756 Джон Хилл обособил род Аргентина (Argentina) с единственным видом Лапчатка гусиная (Potentilla anserina), а Ламарк расширил его, добавив лапчатку низкую (Potentilla supina), лапчатку скальную (Potentilla rupestris) и лапчатку болотную (Potentilla palustris).
Некер всех представителей рода Potentilla с тройчатыми листьями выделил в отдельный род тригофиллум (Trigophyllum Neck.).
Противоположный подход демонстрировали Кран и Скополи, которые в 1763 году включили роды Potentilla, Tormentilla и Comarum в род Fragaria, а в 1772 году отнесли его в состав рода Potentilla. На территории России, в этот период, род исследовал Гмелин, указавший для Азиатской России в издании «Flora Sibirica» 15 видов лапчатки.
В указанное время изучение рода происходило относительно медленно, о чём говорит численность видового состава рода в понимании того или иного исследователя:
- Вильденов в 1799 году в «Species plantarum Editio Quarto» приводит 44 вида лапчатки;
- Персон в 1807 году в «Synopsis Plantarum[англ.]» для рода Potentilla называет 57 видов[5].

В 1816 году Нестлер издаёт работу «Monographia de Potentilla» — первую обобщающую сводку рода Potentilla, охватывающую 68 видов. Заслуга Нестлера заключается в том, что он собрал воедино и обработал все доступные ему материалы по роду Potentilla, и предпринял первые шаги по классификации, принимая в качестве главного признака форму листьев (перистые, пальчатые, тройчатые). В группе с пальчатыми листьями он выделил лапчатки с голым цветоложем («Receptaculo glabro») и мохнатым («Receptaculo villosa»).
Заметный вклад в изучение рода Potentilla привнесли российские ботаники Бунге, Ледебур, Турчанинов.
Бунге обработал материалы по роду Potentilla для работы «Flora altaica» Ледебура, где для Сибири приводится 35 видов лапчатки, из которых восемь являются новыми. В поздней работе Ледебура «Flora Rossica» для флоры России приводится 60 видов лапчатки, которые поделены на две группы, но при этом травянистые виды подразделены по строению корневища на одноглавые одно-, двулетние («Acephalae») и многоглавые многолетние («Multicipites»). Многолетние растения с многоглавым корневищем разделены на две группы: виды с перистыми и пальчатыми листьями.
Весьма значительной работой своего времени по роду Potentilla был труд Лемана «Revisio Potentillarum iconibus illustrate» (1856), созданный в результате 35-летнего изучения рода автором, в работе приведен 201 вид. Род рассматривается в широком смысле, но при этом делится на две секции по характеру жизненных форм: кустарники и полукустарники («Fruticulosae et Suffruticulosae») и травы («Herbaceae»). Многолетние травы с многоглавым корневищем разделялись на две группы по цветоносам: цветоносы верхушечные в многоцветковых соцветиях («Terminales») и цветоносы пазушные с одним цветком («Axilliflorae»).
Наибольший вклад в систематику рода принадлежит немецкому ботанику Теодору Вольфу, который в работе «Monographie der Gattung Potentilla» (1908) приводит 305 видов лапчатки. Все виды рассматриваются в широком смысле и делятся на две секции. Секции автор разделил по характеру опушения плодиков: волосистоплодные («Potentillae trichocarpae») и голоплодные («Potentillae gymnocarpae»), а подсекции разделял по форме столбиков: булавовидные, нитевидные, веретеновидные, конусовидные, гвоздевидные и короткие тонковидные.
После Вольфа в XX веке изучение рода Potentilla связано большей частью с выпуском различных «Флор», «Конспектов» и «Определителей».

### Таксономия
- Potentilla L., 1753, Sp. Pl.: 495

Род Лапчатка включается в семейство Розовые (Rosaceae) порядка Розоцветные (Rosales), последовательно входящего в более крупные клады Фабиды → Розиды → Суперрозиды → Эвдикоты → Цветковые растения. Таксономическая схема в соответствии с Системой APG IV по состоянию на июнь 2024 года:
|  |                          |  |                                   |                                   |                   |  | еще 8 семейств |               |               |                                                              |
|  |                          |  |                                   |                                   |                   |  |                |               |               | 552 подтвержденных вида и 925 видов, ожидающих подтверждения |
|  |                          |  |                                   | порядок Розоцветные               |                   |  |                |               | род Лапчатка  |                                                              |
|  |                          |  |                                   | порядок Розоцветные               |                   |  |                |               | род Лапчатка  |                                                              |
|  | клада Цветковые растения |  |                                   |                                   | семейство Розовые |  |                |               |               |                                                              |
|  | клада Цветковые растения |  |                                   |                                   |                   |  |                |               |               |                                                              |
|  |                          |  | ещё 63 порядка цветковых растений | ещё 63 порядка цветковых растений |                   |  |                | еще 116 родов | еще 116 родов |                                                              |
|  |                          |  |                                   | ещё 63 порядка цветковых растений |                   |  |                |               | еще 116 родов |                                                              |

### Виды
В России дико растут многие виды лапчаток, из них наиболее распространены следующие:
- Potentilla alba L. — Лапчатка белая — листья пятипальчатые, цветки белые;
- Potentilla argentea L. — Лапчатка серебристая — листья пятипальчатые, снизу беловатые, цветки жёлтые;
- Potentilla crantzii (Crantz) Beck ex Fritsch — Лапчатка Кранца, или Лапчатка альпийская
- Potentilla erecta (L.) Raeusch. — Лапчатка прямостоячая, или Калган — прикорневые листья пятипальчатые, стеблевые тройчатые, чашелистиков и лепестков по четыре.
- Potentilla incana P.Gaertn., B.Mey. & Scherb. — Лапчатка пепельная, или Лапчатка песчаная
- Potentilla inclinata Vill. — Лапчатка наклоненная син. Potentilla canescens Besser — Лапчатка седоватая
- Potentilla indica (Andrews) Th.Wolf — Лапчатка индийская, или Дюшенея
- Potentilla intermedia L. — Лапчатка средняя, или Лапчатка промежуточная, или Лапчатка Хайденрайха
- Potentilla megalantha Takeda — Лапчатка крупноцветковая
- Potentilla multifida L. — Лапчатка многонадрезанная
- Potentilla nivea L. — Лапчатка снежная
- Potentilla norvegica L. — Лапчатка норвежская
- Potentilla recta L. — Лапчатка прямая
- Potentilla reptans L. typus[1] — Лапчатка ползучая
- Potentilla sphenophylla Th.Wolf — Лапчатка клинолистная[10]
- Potentilla supina L. — Лапчатка низкая
- Potentilla taurica Willd. — Лапчатка крымская
- Potentilla tergemina Soják — Лапчатка трёхпарная
- Potentilla thuringiaca Bernh. ex Link — Лапчатка тюрингенская, или Лапчатка Гольдбаха

Вид Лапчатка гусиная с перистыми, собранными розеткой листьями и жёлтыми цветками относится к роду Аргентина (Argentina).
Вид Лапчатка кустарниковая, известный также как Пятилистник кустарниковый, или Курильский чай и Лапчатка Фридрихсена относятся к роду Курильский чай (Dasiphora).

### Синонимы
- Callionia Greene
- Chamaephyton Fourr.
- Chionice Bunge ex Ledeb.
- Coelas Dulac
- Comarella Rydb.
- Commarum Schrank
- Duchesnea Sm.
- Dynamidium Fourr.
- Fraga Lapeyr.
- Fragariastrum (Ser.) Schur
- Fragariastrum Heist. ex Fabr.
- Horkelia Cham. & Schltdl.
- Horkeliella (Rydb.) Rydb.
- Hypargyrium Fourr.
- Ivesia Torr. & A.Gray
- Jussiea L. ex Sm.
- Lehmannia Tratt.
- Pentaphylloides Duhamel
- Pentaphyllum Gaertn.
- Pentaphyllum Hill
- Potentillopsis Opiz
- Purpusia Brandegee
- Quinquefolium Ség.
- Stellariopsis (Baill.) Rydb.
- Tormentilla L.
- Trichothalamus Spreng.
- Tridophyllum Neck. ex Greene
- Tylosperma Botsch.